# San Bartolo (Totonicapán)
San Bartolo, San Bartolo Aguas Calientes – miejscowość na południowym zachodzie Gwatemali, w departamencie Totonicapán. Według danych statystycznych z 2012 roku liczba mieszkańców wynosiła 1371 osób. 
San Bartolo leży około 44 km na północny zachód od stolicy departamentu – miasta Totonicapán. Miejscowość leży na wysokości 2125 metrów nad poziomem morza, w górach Sierra Madre de Chiapas. W miejscowości znajdują się ciepłe źródła. Dawniej miejscowość nazywała się Chimequena, co znaczy w języku kicze miejsce ciepłej wody, co zostało zachowane w hiszpańskim synonimie (Aguas Calientes)

## Gmina San Bartolo
Miejscowość jest także siedzibą władz gminy o tej samej nazwie, która jest jedną z ośmiu gmin w departamencie. W 2010 roku gmina liczyła 16 381 mieszkańców. Gmina jak na warunki Gwatemali jest niewielka, a jej powierzchnia obejmuje 27 km². Mieszkańcy gminy utrzymują się głównie z uprawy roli, hodowli zwierząt i rzemiosła artysycznego.  W rolnictwie dominuje uprawa kukurydzy, fasoli, ziemniaków, pomidorów, kawy, manioku, brzoskwiń, awokado i jabłek. 
Klimat gminy jest równikowy, według klasyfikacji Köppena należy do klimatów tropikalnych monsunowych (Am), z wyraźną porą deszczową występującą od maja do października. Średnia temperatura roczna wynosi 16 °C.